# Kong Hee-yong
Dans ce nom coréen, le nom de famille, Kong, précède le nom personnel.
Pour les articles homonymes, voir Kong.
Kong Hee-yong (en coréen : 공희용) est une joueuse de badminton sud-coréenne née le 11 décembre 1996.

## Carrière
Kong Hee-yong est médaillée de bronze en double dames lors des Championnats d'Asie de badminton 2018 à Wuhan et médaillée de bronze à l'Uber Cup 2018 ; elle est également vice-championne d'Asie par équipes dames en 2020 à Manille.
Elle reçoit la médaille de bronze en double dames avec Kim So-yeong lors des Jeux olympiques d'été de 2020 à Tokyo.